# Świętopełk Knutsson
Świętopełk Knutsson (szw. Svantepolk Knutsson), (zm. 1310) – lagman Wschodniej Gotlandii.

Herb Świętopełka

## Życiorys
Jego ojcem był Kanut (zm. 1260), książę Revelii, Blekinge i Lolland. Kanut był nieślubnym synem króla Danii Waldemara II i Heleny, wdowy po Esbernie Snare. Jego matka miała być córką lub krewną księcia gdańsko-pomorskiego Świętopełka II. Miał brata Eryka, księcia Halland.
Jego żoną była Benedykta (zm. 1261), córka Sune Folkessona i Heleny, córki króla Szwecji Swerkera II i jego pierwszej żony Benedykty z Hvide. Była również siostrą Katarzyny, żony króla Szwecji Eryka XI. Z tego związku pochodzili:
- Knut Svantepolksen,
- Ingeborga Svantepolksdotter,
- Katarzyna Svantepolksdotter (zm. 1329), ksieni we Vreta,
- Ingryda Svantepolksdotter (zm. po 1350),
- Ingegerda Svantepolksdotter.